# Ташлицька волость (Черкаський повіт)
Ташлицька волость — історична адміністративно-територіальна одиниця Черкаського повіту Київської губернії з центром у селі Ташлик.
Станом на 1886 рік — складалася з 2 поселень, 2 сільських громад. Населення — 4012 осіб (2059 чоловічої статі та 1953 — жіночої), 803 дворових господарства.
|                     | Площа, десятин | У тому числі орної, дес. |
| ------------------- | -------------- | ------------------------ |
| Сільських громад    | 2405           | 3593                     |
| Приватної власності | 4195           | 3593                     |
| Іншої власності     | 70             | 61                       |
| Загалом             | 6670           | 5607                     |

Основне поселення волості:
- Ташлик — колишнє власницьке село при річці Гнилий Ташлик, 2775 осіб, 612 дворів, православна церква, школа, 2 постоялих будинки, 5 лавок, 2 водяних і 15 вітрових млинів, бурякоцукровий завод. За 4 версти — цегельний завод.
- Самгородок — колишнє власницьке село, 986 осіб, 191 двір, православна церква, школа, постоялий будинок, лавка.

Наприкінці ХІХ ст. територія волості значно розширилася за рахунок входження території колишньої Попівської Першої волості та 2 сіл ліквідованої Лозанівської волості.
Старшинами волості були:
- 1909—1915 роках — Лазарь Микитович Кузенний[2],[3],[4],[5],[6].